# Georg Aportanus
Georg Aportanus, auch Jürgen vam Dare, (* um 1495 in Wildeshausen; † Herbst 1530 in Emden) war ein Theologe und Reformator Ostfrieslands.

## Leben
Aportanus wurde als Sohn eines Ratsherren in Wildeshausen geboren. Dieser schickte ihn nach Zwolle, wo er in der berühmten Schule der Brüder vom gemeinsamen Leben seine Erziehung und Bildung genoss. Nach einem Studium von 1512 bis 1518 in Köln wurde er Magister und fungierte als Konrektor an der Lateinschule in Zwolle. Im Jahr seines Studienabschlusses wurde er von Graf Edzard I. von Ostfriesland nach Emden gerufen, wo er dessen Söhne Enno und Johann erziehen sollte. Er erwarb an der Großen Kirche in Emden eine Vikarie.
Während dieser Zeit führte er im Selbststudium weitere Studien der Theologie durch, begeisterte sich für die Ideen Martin Luthers und begann 1524 im evangelischen Sinne öffentlich hervorzutreten. Unter dem gräflichen Schutz trat er der altgläubigen Priesterschaft entgegen und setzte sich in Widerspruch zu deren Lehre, so dass ihm das Predigen von der Kanzel verboten wurde. Von der Richtigkeit seines Glaubens überzeugt, predigte er anschließend vor den Toren der Stadt. Die Bürger Emdens forderten daraufhin wieder seine Einsetzung in der Kirche, dem die Anhänger der alten Lehre schlussendlich folgen mussten.
Im Juni 1526 kam es zum Oldersumer Religionsgespräch, in welchem Aportanus die Evangelischen als Wortführer in der Disputation gegen die Dominikaner aus Groningen vertrat und Stellung zu Luthers Lehre bezog. Im selben Jahr stellte Aportanus 48 Artikel über das Abendmahl auf. Er lehnte den Begriff Sakrament ab und wollte das Abendmahl bildlich verstehen. In seiner Nüchternheit ging er über Ulrich Zwingli hinaus. Scharf wandte er sich gegen die von den Lutheranern geübte Elevation. Darüber hinaus erschien die von ihm verfasste erste ostfriesische Bekenntnisschrift.
Nach dem Tode seines Gönners, Graf Edzard I. von Ostfriesland, übernahm dessen Nachfolge sein Sohn Enno. Während dieser Zeit kam es zu heftigen Streitigkeiten wegen der Abendmahlslehre. Daraufhin folgend verfasste Aportanus 16 Artikel über das Handeln der Obrigkeit, wobei er in seinem Radikalismus von Andreas Bodenstein, der sich damals für acht Monate in Ostfriesland aufhielt, beeinflusst worden zu sein scheint. Als Aportanus 1530 starb, war die Reformation in Friesland weitgehend etabliert.

## Werke
- Hovet articelen des hylligen Sacramentes brodes vnde vlesches Jesu Christi, 1526;
- Summa vnde bekenninghe Christlicker leer der predicanten In Oostfrieslandt, 1529 (Hovet articelen u. Summa, abgedr. bei E. Meiners, Oostvrieschlandts kerkelyke Geschiedenisse I. Groningen 1738, 53 ff. 114 ff. 479 ff. - Summa, abgedr.: BSRK 930 ff.)